# Mordella enerosa
Mordella enerosa es una especie de coleóptero de la familia Mordellidae.

## Distribución geográfica
Habita en Argentina.